# Girl All the Bad Guys Want
Girl All the Bad Guys Want è un singolo del gruppo musicale Bowling for Soup inserito nell'album Drunk Enough to Dance.
La canzone è stata scritta da Butch Walker, il quale ha scritto testi anche per Avril Lavigne e altre band di successo.
Ai Grammy Award del 2003 la canzone era stata nominata come Best Pop Vocal Performance.

## Classifiche
| Classifica (2002)         | Peak posizione |
| ------------------------- | -------------- |
| Regno Unito               | 8              |
| Stati Uniti               | 64             |
| Stati Uniti (Modern Rock) | 38             |